# Marek Ślosarski
Marek Ślosarski (ur. 1957 w Bytomiu) – aktor filmowy i teatralny, reżyser teatralny.
Studiował na wydziale wokalno-aktorskim Akademii Muzycznej w Katowicach. Pracował w Teatrze Rozrywki w Chorzowie (1982–1983), w Teatrze Polskim w Bielsku-Białej (1983–1989), Teatrze im. Adama Mickiewicza w Częstochowie (dwukrotnie: 1989–1995 i 1998–2007) i w Teatrze Śląskim w Katowicach (1995–1998). Od 2003 do 2006 zastępca dyrektora teatru częstochowskiego. Od 2007 pracuje w Teatrze Powszechnym w Łodzi.
Jest trzykrotnym zdobywcą „Złotej Maski”, śląskiej nagrody teatralnej. Uhonorowany Srebrnym Krzyżem Zasługi.

## Niektóre role teatralne
- Jacek Soplica – Pan Tadeusz, Adam Mickiewicz, reż. Adam Hanuszkiewicz
- Estragon – Czekając na Godota, Samuel Beckett, reż. Antoni Libera
- Gospodarz – Wesele, Stanisław Wyspiański, reż. Adam Hanuszkiewicz
- Pan Forbright – Szczęściarz, Ray Cooney, reż. Jerzy Bończak
- Sganarel – Latający lekarz, Molier, reż. Marek Ślosarski
- Kreon – Antygona, Jean Anouilh, reż. Bogdan Tosza
- Frotecki – Skrzyneczka bez pudła reż. Andrzej Sadowski według Wiesława Dymnego
- Król – Iwona, Księżniczka Burgunda, Witold Gombrowicz, reż. Katarzyna Deszcz
- Mike – Pamięć wody, Shelagh Stephenson, reż. Justyna Celeda
- pomysłodawca spektaklu muzycznego Pod niebem Paryża
- Alf – Lęki poranne, Stanisław Grochowiak, reż. Bogdan Michalik
- Eddie – Morze Corteza, John Steppling, reż. John Steppling
- Andy – Jabłko, Vern Tiessen, reż. Tomasz Dutkiewicz
- Zeus, Terezjasz, Laertes – Odyseja 2 Andrzej Sadowski według Homera
- Frank Foster – Jak się kochają w niższych sferach, Alan Ayckbourn, reż. Artur Barciś
- Jan – Panna Julia, August Strindberg, reż. Katarzyna Deszcz
- Prezes – Plotka, Francis Veber, reż. Norbert Rakowski

## Reżyseria
- 1986: Motyle są wolne Leonarda Gershe’a, Teatr Polski w Bielsku-Białej (asystent reżysera)
- 1990: Iwona, księżniczka Burgunda Witolda Gombrowicza, Teatr im. Adama Mickiewicza w Częstochowie (asystent reżysera)
- 1992: Eskurial Michela de Ghelderode’a, Teatr im. Adama Mickiewicza w Częstochowie (wspólnie z Adamem Hutyrą)
- 2000: Latający lekarz Moliera, Teatr im. Adama Mickiewicza w Częstochowie
- 2006: Jak się kochają w niższych sferach Alana Ayckbourna, Teatr im. Adama Mickiewicza w Częstochowie (asystent reżysera)
- 2010: Zatrudnię milionera Jakuba Krzewińskiego, Teatr V6 w Łodzi

## Filmografia

### Filmy
- 1989: Triumf ducha (oryg. Thriumph of the spirit)
- 1997: Darmozjad polski
- 1997: Królowa złodziei (oryg. Marion du faouet – Chef de Voleurs)
- 2011: Ki
- 2013: Podejrzani zakochani

### Seriale telewizyjne
- 1983: Blisko, coraz bliżej (odc. 15)
- 2001: Święta wojna jako wizażysta Pedro (odc. 81)
- 2003: Na dobre i na złe (odc. 130)
- 2005: Egzamin z życia jako prokurator (odc. 17, 21, 18, 19)
- 2007: Odwróceni jako oficer BSW (odc. 12 i 13)
- 2009:Teraz albo nigdy! jako urzędnik Maciej
- 2008: M jak miłość jako Zbigniew Chojnacki, ojciec Majki Chojnackiej
- 2008: Trzeci oficer jako ochroniarz w centrum handlowym (odc. 8)
- 2010: Barwy szczęścia jako adwokat Piotra Walawskiego (sprawa rozwodowa)
- 2009: Apetyt na życie jako Leszek Kowal
- 2010: Ratownicy jako Antoni Rogulski
- 2011: Linia życia jako Piotr Narewski
- 2011: Wiadomości z drugiej ręki jako ginekolog (odc. 24)
- 2011: Ludzie Chudego jako sędzia (odc. 21)
- 2011: Komisarz Alex jako Roman Chowaniec (odc. 6)
- 2012: Prawo Agaty jako profesor Dylczak, chirurg plastyczny (odc. 4)
- 2012: Paradoks jako ordynator (odc. 2)
- 2013: To nie koniec świata jako Blaszke, prezes telewizji
- 2014: Na dobre i na złe jako Ksawery Stanisławski, ojciec Jana
- 2016: Bodo jako Jerzy, dyrektor teatru „komedia” (odc. 2)

- 2017: Ultraviolet (serial telewizyjny) jako Bartosz Skowroński (odc. 8)

## Nagrody i odznaczenia
- 1987: „Złota Maska” za rolę Dona w spektaklu Motyle są wolne, Leonarda Gershe’a, reż. W. Brzozowicz[2]
- 1991: Nagroda Prezydenta Miasta Częstochowy za całokształt dokonań artystycznych[2]
- 1992: „Złota Maska” za rolę Króla w Eskurialu Michela de Ghelderode’a, reż. M. Ślosarski i A. Hutyra[2]
- 2001: „Złote Koturny” – nagroda czytelników „Gazety w Częstochowie” za rolę Jana w Pannie Julii A. Strindberga, reż. K. Deszcz[2]
- 2006: „Złota Maska” za rolę Andy’ego w spektaklu Jabłko Verna Thiessena, reż. T. Dutkiewicz[1]
- 2006: Srebrny Krzyż Zasługi